# Фака, Мария
Мария Фака (греч. Μαρία Φάκα; род. 25 октября 1983, Салоники) — греческий спортивный стрелок. Участница Летних Олимпийских игр 2004 года.

## Карьера
Неоднократно финишировала в топ-25 на крупных международных соревнованиях, включая серию Кубка мира ISSF и чемпионаты Европы. Фака тренируется в стрелковом клубе «Архелаос Катеринис» в Катерини под руководством Константиноса Миротиса.
Фака была одной из 11-ти стрелков, представлявших Грецию на Олимпиаде в Афинах, где принимала участие в соревнованиях по стрельбе из пневматической винтовки на 10 м среди женщин. Фака настреляла 388 попаданий из 400 возможных и разделила 33-е место с бельгийкой Дейзи де Бок, датчанкой Энн Спейлсгаард и египтянкой Шимаа Абдель-Латиф в квалификационном раунде, но не сумела пройти в финал.